# Lieux et monuments de Vantaa
Cet article liste des lieux et monuments de la ville de Vantaa en Finlande.

## Architecture et urbanisme

### Églises
- Église de Hakunila
- Chapelles d'Honkanummi
- Église de Hämeenkylä
- Église de Kaivoksela
- Église de Kivistö
- Église de Korso
- Église de Länsimäki
- Église de Myyrmäki
- Église Saint-Laurent de Vantaa
- Chapelle Saint-Laurent de Vantaa
- Église de Rekola
- Chapelle de Ruskeasanta
- Chapelle de Seutula
- Église de Tikkurila
- Église orthodoxe de Tikkurila (fi)
- Chapelle de Vaarala

### Châteaux et manoirs
- Manoir de Backas
- Manoir de Håkansböle
- Manoir de Hämeenkylä
- Manoir de Katrineberg
- Manoir de Königstedt
- Manoir de Linnainen
- Manoir de Linna (fi)
- Manoir de Nissbacka (fi)
- Manoir de Westerkulla

### Commerce
- Jumbo
- Centre d'Hakunila
- Helsinki Outlet
- Isomyyri
- Centre commercial de Kaivoksela
- Centre commercial Koivukeskus
- Centre commercial Kivis (fi)
- Centre commercial de Louhela (fi)
- Centre commercial Martinkeskus
- Centre commercial de Martinlaakso
- Centre commercial Myyrinpuhos
- Centre commercial Myyrmanni
- Centres commerciaux de Pähkinärinne (fi)
- Centre commercial de Rajatorpa (fi)
- Tikkuri
- Dixi
- Centre commercial de Vantaanlaakso (fi)
- Centre commercial de Vantaanpuisto
- Centre commercial Viisari

### Sports
- Vantaan Energia -areena
- Campo Center
- Centre sportif de Myyrmäki
- Hall Myyrmäki
- Stade de football de Myyrmäki
- Parc sportif de Tikkurila
- Patinoire de Tikkurila
- Centre sportif de Tikkurila
- Piscine de Tikkurila
- Piscine de Korso (fi)

### Transports
- Aéroport d'Helsinki-Vantaa
- Pont de Brobacka
- Pont de Hakkila (fi)
- Pont de Matarinpuisto
- Sudentassu
- Pont de Vantaankoski (fi)
- Tunnel ferroviaire de Savio
- Gare d'Aviapolis
- Gare d'Hiekkaharju
- Gare de Kivistö
- Gare de Koivukylä
- Gare de Korso
- Gare de Leinelä
- Gare de l'aéroport d'Helsinki-Vantaa
- Gare de Louhela
- Gare de Martinlaakso
- Gare de Myyrmäki
- Gare de Rekola
- Gare de Tikkurila
- Gare de Vantaankoski
- Gare de Vehkala

### Autres
- Krepost Sveaborg
- Aerola
- Myyrmäkitalo
- Kielotorni
- Martintorni
- Caserne de pompiers d'Havukoski
- Caserne de pompiers de Vantaankoski
- Centrale électrique de Martinlaakso
- Tour Avia (fi)
- Majakka
- Hôpital de Katriina
- Hôpital de Peijas
- Hôpital psychiatrique pénitentiaire

## Lieux

### Parcs et jardins
- Cimetière d'Honkanummi
- Cimetière de Ruskeasanta
- Cimetière des soldats allemands
- Parc national de Sipoonkorpi
- Aire de plein air d'Ojanko
- Tammiston luonnonsuojelualue
- Ankkapuisto
- Parc de la bibliothèque
- Arboretum de Koivuhaka
- Parc de sculptures du manoir de Nissbacka (fi)
- Parc central de Tikkurila
- Väritehtaanranta
- Tuomelan tammimetsä
- Sipoonkorpi

### Rues et places
- Asematie
- Kyytitie
- Tikkuraitti
- Valkoisenlähteentie
- Vanha Porvoontie
- Ylästöntie
- Place Mika Häkkinen
- Myyrmäen monttu (fi)

### Eaux
- Bisajärvi
- Gumböle träsk
- Kuusijärvi
- Lammaslampi
- Odilampi
- Pitkäjärvi
- Lac artificiel de Silvola
- Herukkapuro (fi)
- Keravanjoki
- Kylmäoja
- Mätäjoki
- Pitkäkoski (fi)
- Pyymosa (fi)
- Ruutinkoski (fi)
- Slåttmossen
- Tikkurilankoski (fi)
- Vantaanjoki
- Vantaankoski

## Culture

### Éducation
- Live (fi)
- Institut Avia
- Evtek (fi)
- Institut professionnel de Kiipula
- École d'architecture Arkki
- Laurea
- Mercuria
- Metropolia
- Centre de formation aux sanctions pénales
- École de théâtre et de cirque de Tikkurila
- École pour adultes de Vantaa (fi)
- École professionnelle Varia
- École des beaux-arts de Vantaa
- Ballet pour enfants de Vantaa (fi)
- Conservatoire de musique (fi)
- École d'Art littéraire de Vantaa
- École de danse de Vantaa

### Musées
- Musée d'histoire locale
- Musée du Crime
- Musée de l'aviation
- Musée du tracteur et  de l'agriculture de Trollberga (fi)
- Musée municipal
- Musée agricole
- Musée d'art Artsi

### Autres
- Centre scientifique Heureka
- Bibliothèque municipale de Vantaa
- Bibliothèque de Tikkurila
- Bibliothèque de Lumo
- Bibliothèque de Kivistö
- Bibliothèque de Myyrmäki
- Centre polyvalent Lumo
- Maison de la culture Martinus (fi)
- Usine culturelle Vernissa
- Centre culturel pour enfants Pyykkitupa (fi)
- Bio Grand (fi)
- Cinéma Myyri (fi)
- Cinéma de Rekola (fi)
- Maison d'art Totemi (fi)

## Carte
| Carte de lieux et monuments de Vantaa                                              |
| Carte interactive de Lieux et monuments de Vantaa (cliquer pour voir les détails). |